# Borgholm brinner
Borgholm Brinner var en tvådagarsfestival anordnad av det svenska metalbandet In Flames i Borgholms slottsruin. Festivalen hölls första gången 27-28 juli 2018. In Flames spelade själva de avslutande konserterna både på lördagen och på söndagen.
Andra artister 2018 var bland andra det brittiska hårdrocks/metalcore-bandet Bullet for My Valentine, kanadensiska bluesrock/hårdrocks-bandet Danko Jones, norska black metal-bandet Satyricon, svenska hardcore-bandet Raised Fist och likaledes svenska melodisk death metal-bandet Dark Tranquillity.
Året därpå hölls festivalen 2 - 3 augusti 2019. Bland artisterna som uppträdde det året fanns utöver huvudbandet In Flames även bland andra de svenska grupperna At The Gates, Skraeckoedlan, Hardcore Superstar och Opeth samt amerikanska Of Mice & Men och norska Turbonegro.
2020 hölls ingen festival i Borgholm utan In Flames genomförde en endagarstillställning på Dalhalla kallad Dalhalla Brinner, tillsammans med två andra band. Enligt bandet skulle festivalerna på Öland återkomma. Dalhalla Brinner genomfördes även 2022 och 2023.

## Artister 2018

### Fredagen
- Come Back Kid
- Dark Tranquillity
- Danko Jones
- Raised Fist
- In Flames

### Lördagen
- Tribulation
- Graveyard
- Satyricon
- Refused
- In Flames

## Artister 2019

### Fredagen
- Skraeckoedlan
- Hardcore Superstar
- Of Mice & Men
- At The Gates
- In Flames

### Lördagen
- Bombus
- Witchcraft
- Turbonegro
- Opeth
- In Flames